# Odontites citrinus
Espèce
Odontites citrinus est une espèce de plantes à fleurs de la famille des Orobanchaceae, endémique de la Tunisie.